# Peuple et culture
 (juillet 2020).
 (juillet 2020).
- Si vous ne connaissez pas le sujet, laissez ce bandeau (vous pouvez alors contacter les auteurs).
- Si vous supprimez le contenu mis en cause (vous pouvez préalablement contacter les auteurs),

argumentez précisément cette suppression dans la page de discussion
(un manque de référence n'est pas un argument ; une recherche réelle de référence doit avoir été effectuée, être formellement documentée).
Peuple et culture est un réseau d'associations d'éducation populaire fondé au sortir de la Seconde Guerre mondiale. Le réseau défend le droit à l'éducation et à la culture pour tous et tout au long de la vie.
Les principaux fondateurs sont Joffre Dumazedier, Bénigno Cacérès, Paul Lengrand, Joseph Rovan.

## Historique
Joffre Dumazedier a cherché, tout au long de sa vie, à créer une méthode de formation permettant de réduire les inégalités sociales.
À partir de 1936, les prémices de cette méthode se développent d'abord au collège du travail de Noisy-le-Sec, puis à l'école des cadres d'Uriage, créée par le régime de Vichy pendant la Seconde Guerre mondiale. En 1943, après le démantèlement de l'école par le gouvernement de Vichy, Joffre Dumazedier participe à la formation des résistants dans les maquis du Vercors en organisant des séquences d'apprentissages menées par les maquisards eux-mêmes. Il y fait la rencontre de Benigno Cacéres, également formateur dans les maquis du Vercors.
Le 22 août 1944, le Comité départemental de Libération, fondé dans le Vercors, s’installe à la préfecture de l’Isère, et le 4 septembre de la même année, Dumazedier est nommé Secrétaire général de la commission Éducation de celui-ci. Il présente le 3 novembre, avec Paul Lengrand, un rapport demandant que la commission se transforme en mouvement Peuple et Culture, s’étendant d’ores et déjà en Haute-Savoie. Des contacts sont pris avec Jean Guéhenno, devenu le 1er septembre, directeur de la Jeunesse et de l’Éducation populaire, et qui fut en 1936 une forte conscience de la vie intellectuelle pour le partage de la culture. Nommé inspecteur de l’Éducation populaire, bousculant les administrations et associations intronisées, Dumazedier dépose avec son équipe les statuts de l’association en février 1945 et l’agrément du ministère de l’Éducation nationale est acquis le 10 août 1945.
L’objectif des fondateurs de Peuple et Culture est clairement affirmé dans un manifeste rédigé cette même année 1945. Il s’agit de « rendre la culture au peuple et le peuple à la culture ». 
 À l’issue de l’Occupation, la Nation doit retrouver son unité et s’engager dans la bataille de la modernisation. 
 Entre la Nation et l’individu, Peuple et Culture suscitera les langages, les symboles, les expressions collectives porteuses des nouvelles solidarités d’une nation industrielle s’inscrivant dans le sens du Progrès et de l’Histoire. Le Manifeste de Peuple et Culture pose avec force les principes de base de l’engagement militant, et se pose d’abord comme un témoignage collectif : « Ouvriers, syndicalistes, ingénieurs, officiers, professeurs, artistes, nous nous efforcerons de poser suivant les réalités de l’époque, les bases d’une véritable éducation des masses et des élites ». L’éducation populaire, selon Peuple et Culture, doit élaborer des méthodes pédagogiques originales. Peuple et Culture assurera notamment le développement d'une méthode de travail intellectuel spécifique, initiée par Joffre Dumazedier : l'entraînement mental.
Le Manifeste restera le document initiateur du mouvement jusqu’aux Assemblées générales de Nîmes (1989) et de Paris (1991-1993) ; celles-ci proposeront en effet de nouveaux textes qui, tout en restant fidèles aux finalités initiales, inscriront des perspectives en fonction des nouveaux défis au seuil du XXIe siècle.

## International
Jusqu'au début des années 1960, la dimension internationale des actions de Peuple et Culture se traduit essentiellement par l'envoi d'experts du mouvement à l'étranger, en Europe (Allemagne, Italie, Belgique, Yougoslavie…) et en Afrique du Nord (Algérie et Maroc) pour participer à des colloques et conférences internationales ou animer des sessions de formation. En retour, les Congrès et Universités de printemps et d'été accueillent régulièrement des représentants de structures étrangères. L'implication de Paul Lengrand dans les services de l'Unesco est également déterminante puisque plusieurs des missions effectuées par Peuple et Culture à cette époque, en Italie notamment, le sont à la demande de cette organisation. L'enjeu des relations internationales qui sont alors initiées est non seulement de donner une résonance plus large aux actions éducatives et culturelles expérimentées en France, de voir comment elles peuvent être adaptées à d'autres contextes, mais aussi de les confronter à d'autres approches, développées sur des territoires géographiquement ou culturellement plus ou moins éloignés.
Dans le même temps, les premiers voyages culturels (Helsinki en 1952 -accompagné par Chris Marker qui y tournera Olympia 52, ou encore Berne en 1954) ouvrent la voie d'une pratique qui ne cessera de prendre de l'ampleur au niveau national puis dans les associations régionales : il s'agit de déplacer un groupe à l'étranger pour lui faire vivre une expérience dépaysante et constructive à la fois, faire bouger et élargir ses repères. La création de l'Office franco-allemand pour la jeunesse (Joseph Rovan figurant au nombre des fondateurs de l'OFAJ) va d'ailleurs intensifier ce volet d'activités puisque, dès 1964, Pec organise dix stages franco-allemands avec son soutien, inaugurant une coopération qui ne se démentira pas.
Peuple et Culture compte de nombreux complices et partenaires internationaux et met en place chaque année des formations d'animateurs, des rencontres bi- ou pluri- nationales, des échanges interculturels, des voyages d'étude. Une session de coopération internationale regroupant 30 à 50 partenaires internationaux est organisée chaque année en partenariat avec l'OFAJ.
Aujourd’hui
Le Mouvement Peuple et Culture conçoit la mobilité internationale comme un outil pédagogique au service de l’individu et du collectif. Le voyage est un prétexte à l’apprentissage, à la découverte et à la reconnaissance de l’autre et de soi. L’ensemble des échanges est organisé selon le principe de réciprocité avec une rencontre dans chaque pays impliqué et une place pour toutes les langues en présence. L’animation linguistique est au cœur des échanges pour favoriser l’apprentissage et la découverte de l’autre. Plus d’une trentaine d’échanges interculturels est organisée chaque année par Peuple et Culture permettant à des jeunes de tous horizons de se déplacer et aussi d’accueillir des groupes.
L’association apporte une grande importance à l’expérimentation. Pour cela, différentes actions et projets sont mis en place : avec des jeunes sous main de justice (Protection Judiciaire de la Jeunesse, PJJ), jeunes sourd-e-s et malentendant-e-s, professionnel-le-s du travail de jeunesse, jeu de simulation des institutions dit Planspiel, cycle de Tandem en ligne, etc.
Les projets pilotes de Peuple et Culture constituent également des espaces d’apprentissage et d’expérimentation. Ils sont essentiels pour imaginer de nouveaux cadres et faire un pas de côté. A l’image du cycle franco-germano-polonais avec des jeunes sourd-e-s et malentendant-e-s, ces projets contribuent à la participation de toutes et tous à la vie publique.
Réseau Diversité et Participation
Le réseau Diversité et Participation a été créé en 2006 à l’initiative de l’Office franco-allemand pour la Jeunesse. Son rôle est de promouvoir les échanges de jeunes entre les régions Paris/Île-de-France et Berlin/Brandebourg. Il rassemble plus de cent associations ou institutions et se positionne comme un acteur social pour intervenir sur des thèmes structurels, comme les inégalités et les discriminations subies par la jeunesse. Il s’adresse notamment aux jeunes dont le cadre social, l’éloignement géographique, la situation familiale ou encore la formation ne facilitent pas un contact avec l’autre pays. Sa conviction est que l’ouverture et la connaissance de l’autre permettent de dépasser ces obstacles, grâce à des échanges de jeunes et des projets internationaux.
Le réseau Diversité et Participation est aujourd’hui co-animé par le Mouvement Peuple et Culture, le Centre français de Berlin, la Mission locale des Bords de Marne et le Jugendbildungszentrum de Blossin. Une rencontre de l’ensemble du réseau est organisée chaque année, tour à tour en France et en Allemagne. Depuis 2006, plus de 800 rencontres franco-allemandes ou trilatérales ont vu le jour dans le cadre des activités du réseau. Elles ont permis à plus de 16 000 participantes et participants de vivre une situation d’échange interculturel. Près de cinquante rencontres de jeunes et cinq rencontres professionnelles sont organisées chaque année. La quantité et la qualité des projets franco-allemands réalisés grâce au réseau, permettent de conforter sa légitimité sur le terrain.
En parallèle, c’est un espace de dialogue pour les acteurs des rencontres, des chercheur-euse-s et les représentant-e-s de la vie politique engagés auprès de la jeunesse. Les différences d’approches entre la France et l’Allemagne ont considérablement enrichi le travail réalisé au sein du réseau.
Nombre de personnes concernées par type d’actions entre 2017 et 2020
- 100 personnes ont participé aux journées de formation aux réseaux, dispositifs et pédagogie OFAJ
- 54 personnes ont été accompagnées individuellement pour le montage de projets
- 27 personnes ont suivi un cycle de formation à l’animation interculturelle et linguistique
- 260 personnes ont participé aux 4 rencontres du réseau Diversité et Participation
- 74 personnes ont participé aux 5 échanges de professionnel-le-s
- 278 jeunes ont participé aux 12 échanges interculturels
- 6100 vues sur les vidéos d’animation linguistique
- 9314 vues des vidéos diffusées en lien avec des actions en Ile-de-France

Fonds citoyen franco-allemand
Depuis 2020, Peuple et Culture accueille le poste de référente Ile-de-France pour le Fonds citoyen franco-allemand. Signe de l’importance du dialogue intergénérationnel et de la participation citoyenne du Mouvement. Le Fonds citoyen franco-allemand soutient les associations et les initiatives citoyennes franco-allemandes pour renforcer les liens entre les personnes de part et d’autre du Rhin. Un budget annuel soutient les projets avec un focus sur l’intergénérationnel et l’égalité homme femme.

## Méthodes

### Arpentage
L’arpentage est une proposition d’exploration, par un groupe de personnes, de documents porteurs d’un savoir référencé dans la catégorie du « savoir savant », qu’il est souvent difficile d’aborder seul, sans clés de lecture.
L'arpentage a plusieurs objectifs :
- la désacralisation du savoir et de l'objet livre ;
- la simplification de la pensée d'un auteur pour le rendre accessible ;
- le partage égalitaire d'opinions entre des personnes issues de milieux différents ;
- la libération de la parole autour de sujets politiques.

### Entraînement mental
L'entraînement mental est une méthode d'autoformation collective ayant de nombreuses applications, comme la conduite de réunion,, la méthodologie de projet, la gestion de conflit ou encore l’élaboration de décisions collectives.

## En Belgique
Peuple et Culture Wallonie/Bruxelles est une association autonome, active depuis plusieurs années en Belgique et subventionnée, depuis 1978, par la Fédération Wallonie Bruxelles, comme association d’Education permanente des adultes.
P.E.C. a choisi d’agir prioritairement sur le terrain de l'action culturelle et de la formation, contre les inégalités, les aliénations, les conditionnements et toutes les formes d'exclusions qui font obstacles à la démocratie dans les institutions, à l'autonomie, à la responsabilité et à la citoyenneté des personnes.
C’est en référence à cette idée de rendre la culture au peuple et le peuple à la culture, et sur base volontaire des personnes fondatrices, qu’est né « Peuple et Culture – Wallonie » en 1977. Par la suite, « Peuple et Culture – Wallonie » est devenu « Peuple et Culture Wallonie/Bruxelles » (PEC – WB).
PEC – WB se présente comme une organisation autonome qui rassemble en Belgique les adhérents francophones dans une association distincte de l’association française à laquelle elle a été liée historiquement.
Cette description de l’identité du mouvement PEC – WB est liée à l’affirmation de la solidarité réciproque des régionales du mouvement sur tous les plans : économique, culturelle et politique, dans le cadre des valeurs qui fondent la pluralité d’un projet qui remonte aux sources de PEC en 1945.